# Vera Setta

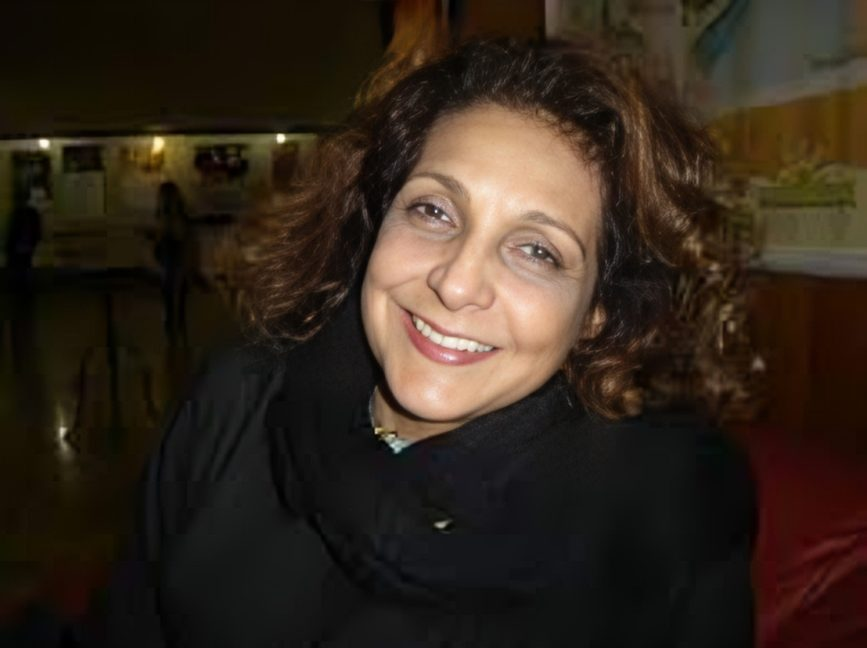

Vera Lúcia Silva de Vaz Setta (Rio de Janeiro, 1 de outubro de 1950) é uma atriz e produtora teatral brasileira.
É irmã do também ator Ivan Setta e mãe da atriz norte-americana Morena Baccarin, fruto de sua união com o falecido jornalista Fernando Baccarin.

## Carreira

### Cinema
| Ano  | Título                               | Personagem     |
| ---- | ------------------------------------ | -------------- |
| 1971 | Ipanema Toda Nua                     | —              |
| 1976 | Luz, Cama, Ação!                     | —              |
| 1976 | Simbad, O Marujo Trapalhão           | Aranha Rainha  |
| 1976 | O Vampiro de Copacabana              | Morena         |
| 1977 | O Trapalhão nas Minas do Rei Salomão | Bruxa Zuluma   |
| 1978 | Pequenas Taras                       | —              |
| 1978 | Se Segura, Malandro!                 | Marlene        |
| 1978 | A Noiva da Cidade                    | Carminha       |
| 1983 | O Mágico e o Delegado                | Moça no bordel |
| 2022 | Katharsys                            | Pombajira      |

### Televisão
| Ano  | Título             | Personagem        | Notas                                   |
| ---- | ------------------ | ----------------- | --------------------------------------- |
| 1978 | Ciranda Cirandinha | Pata              | Episódio: "Sonhou, Tá Sonhado "         |
| 1980 | Carga Pesada       | —                 | Episódio: "Pra Morrer Basta Estar Viva" |
| 1981 | Plantão de Polícia | Mulher 0          | Episódio: "Hotel do Terror"             |
| 1987 | Sassaricando       | Tia Hamide Abdala |                                         |
| 1991 | Amazônia           | Josefina          |                                         |
| 1998 | Astoria            | Matilde           |                                         |

## Teatro[6]
- 1965 - Amor a Amar nos Convida
- 1967 - A Ópera dos Três Vinténs
- 1967 - O Beijo no Asfalto
- 1971 - As Garotas da Banda
- 1974 - Somma, ou Os Melhores Anos de Nossas Vidas
- 1975 - Rock Horror Show
- 1975 - Pano de Boca
- 1976 - As Loucuras de Qorpo Santo
- 1977 - Os Cigarras e Os Formigas
- 1977 - A Incrível História de Pedro Bacamarte
- 1977 - Seis Personagens à Procura de Um Autor
- 1980 - Os Sobreviventes
- 1981 - A Receita do Sucesso
- 1982 - Caso do Vestido
- 1982 - Cenas Cariocas: A Sereníssima República
- 1982 - Via Sacra
- 1984 - Galvez, o Imperador do Acre
- 1987 - Nossa Senhora das Flores
- 1995 - Um Auto Brasileiro
- 1996 - The Last Straw
- 1998 - A Partilha
- 1998 - Sereias da Zona Sul
- 1998 - Um Bonde Chamado Desejo
- 1999 - Última Gota
- 2000 - As Bruxas de Salém
- 2001 a 2009 - Os Monólogos da Vagina[7] [8]

## Prêmios e indicações
| Ano  | Prêmio          | Indicação    | Trabalho                  | Resultado | ref   |
| ---- | --------------- | ------------ | ------------------------- | --------- | ----- |
| 1977 | Prêmio Mambembe | Melhor Atriz | Os Cigarras e Os Formigas | Venceu    | [ 9 ] |